# Рончка
Рончка (пол. Rączka, нім. Rainisch) — село в Польщі, у гміні Корфантув Ниського повіту Опольського воєводства.
Населення — 110 осіб (2011).

## Демографія
Демографічна структура станом на 31 березня 2011 року:
|          | Загалом | Допрацездатний вік | Працездатний вік | Постпрацездатний вік |
| -------- | ------- | ------------------ | ---------------- | -------------------- |
| Чоловіки | 55      | 11                 | 37               | 7                    |
| Жінки    | 55      | 10                 | 35               | 10                   |
| Разом    | 110     | 21                 | 72               | 17                   |